# Jahja Mufarih
Jahja Mufarih (* 1968) je bývalý jemenský zápasník – judista.

## Sportovní kariéra
V roce 1992 byl členem judistického týmu, který poslal nově sjednocený Jemen k účasti na olympijské hry v Barceloně. V Barceloně prohrál v úvodním kole střední váhové kategorie do 86 kg s Bulharem Nikolou Filipovem v na ippon technikou seoi-nage. Další významné judistické soutěže se neúčastnil.